# Stanjinac
Stanjinac (cyr. Стањинац) – wieś w Serbii, w okręgu zajeczarskim, w gminie Knjaževac. W 2011 roku liczyła 53 mieszkańców.